# Список работ Сергея Меркурова
Список работ Сергея Меркурова

## Памятники
| Иллюстрация | Название                    | Год       | Страна  | Город                                                              | Состояние | Соавторы                   | Примечание |
| ----------- | --------------------------- | --------- | ------- | ------------------------------------------------------------------ | --------- | -------------------------- | --- |
|             |                             |           |         |                                                                    |           |                            | |
|             | «Мысль»                     | 1913      | Россия  | Москва, Новодевичье кладбище                                       | зелёная ✓ |                            | Начата в 1911 году. В связи с реализацией плана монументальной пропаганды в 1918 была установлена на Цветном бульваре, у Трубной площади. Установлена на могиле автора в 1956 году.                                                                      |
|             | Памятник Ф. М. Достоевского | 1913      | Россия  | Москва,                                                            | зелёная ✓ |                            | - Начата в 1911 году. В связи с реализацией плана монументальной пропаганды в 1918 была установлена на Цветном бульваре, у Трубной площади. - 1914 - Модель статуи. 1917 — начало работы над гранитной статуей. Ныне у здания бывшей Мариинской больницы |
|             | Памятник Льву Толстому      | 1913      | Россия  | Москва, Государственный музей Л. Н. Толстого на Пречистенке (двор) | зелёная ✓ |                            | Модель начата в 1911 году. Перенесена во двор музея в 1972 году. Прежнее местонахождение — Сквер Девичьего поля |
|             | Памятник Карлу Марксу       | 1921      | Россия  | Симбирск (Ульяновск)                                               | зелёная ✓ | архитектор Владимир Щуко   | Открыт 7 ноября 1921 года. Неоднократно перемещался (см. статью): изначально был установлен на территории сквера имени К. Маркса, в настоящий момент — у здания гимназии.                                                                                |
|             | Памятник Тимирязеву         | 1922-1923 | Россия  | Москва, площадь Никитские ворота                                   | зелёная ✓ | архитектор Дмитрий Осипов  | 4 ноября 1923 — открытие памятника |
|             | Памятник Степану Шаумяну    | 1934      | Армения | Ереван, площадь Шаумяна                                            | зелёная ✓ | архитектор Иван Жолтовский | Начало работы — 1928 год |
|             | Памятник Дзержинскому       | 1935      | Россия  | Сталинград (Волгоград)                                             | зелёная ✓ |                            | В 1932 году была установлена временная модель памятника, а с 17 июня 1935[2] года — бронзовый памятник. Один из 4 памятников города, переживших Сталинградскую битву.                                                                                    |

- 1914 На выставке «Художники Москвы — жертвам войны» экспонировал «Агонию»[2].
- 1916 Портрет жены А. Г. Меркуровой. «Обнаженная»[2].
- 1918 Открытие памятника Ф. М. Достоевскому и «Мысли» на Цветном бульваре в Москве.[2]
- 1919 Участие в конкурсе на проект памятника К. Марксу[2].
- 1924 Начало работы над памятником «26 бакинских комиссаров».
- 1933 Проект памятника-музея для Перекопа. Проект памятника Т. Г. Шевченко.
- 1934 Проект групповой композиции памятника партизанам для Ангарского моста в Иркутске.
- 1936 Проект памятника потемкинцам для Одессы.
- 1937 Пушкин
- 1939 Проект памятника Н. В. Гоголю. 1944 Варианты памятника Н. В. Гоголю.
- 1945 Открытие памятника М. В. Ломоносову перед МГУ.
- 1946 Окончил в граните памятник «26 бакинских комиссаров». Горельеф «Расстрел 26 бакинских комиссаров», 1924-46 годы. Открыт в Баку в 1958 году. Снесён в 1990-х годах.
- 1949 Памятник М. И. Кутузову.
- 1950 29 октября — открытие монумента «Победа» в Ереване.
- Садовая-Черногрязская улица бюст М. И. Авербаха (бранза, гранит, 1952, скульптор С. Д. Меркуров, архитектор И. А. Француз)
- Улица Спиридоновка. № 4 — В этом доме находилась последняя квартира писателя А. Н. Толстого (мемориальная доска, 1957, скульптор С. Д. Меркуров, архитектор И. А. Француз).
- В ноябре 1959 года на родине А. Н. Толстого — в г. Пугачёв Саратовской области, в новом сквере на Топорковской улице был открыт памятник А. Н. Толстому работы С. Д. Меркурова. Этот сквер сейчас также носит имя Алексея Толстого.
- Памятник Дзержинскому в Дзержинске. Скульпторы: С.Меркуров Архитектор: А.Кусакина. Памятник открыт в 1948 г.
- Памятник Дзержинскому в Кисловодске. Открыт в 1957 г. Скульптор С. Д. Меркуров (типовая модель, аналог находится в Дзержинске).
- Памятник (недоступная ссылка) Н. П. Бурденко Москва, ул. Фадеева.
- Памятник А. В. Вишневскому. Установлен перед институтом, носящем его имя.
- Памятник (недоступная ссылка) К. Э. Циолковскому, Москва. Петровский путевой дворец. архитектор И. А. Француз 1957
- Голова, гранит Степан Шаумян, 1929 год.
- Магнитогорск. Памятник Пушкину.
- Памятник Ломоносову (Москва, Моховая улица). Поставлен в 1945 году вместо работы С. И. Иванова по образцу бюста Федота Шубина. Памятник изображал молодого Ломоносова и был изваян из недолговечного гипса, тонированного под бронзу. В связи с этим в 1957 г. его заменили на современный памятник работы скульптора И. И. Козловского.
- Большое Болдино. находится в стороне от усадьбы. Пушкин изображён в полный рост, в движении, со слегка опущенной головой и сцепленными за спиной руками, идущим в раздумьях. Памятник открыт 10 февраля 1941 года. Файл:BBoldinoPushkinMerkurov.jpg

#### Бюсты
| Иллюстрация | Название                        | Год       | Страна | Город | Состояние | Примечание |
| ----------- | ------------------------------- | --------- | ------ | ----- | --------- | ---------- |
|             | Бюст Степана Шаумяна, гранит    | 1929      |        |       |           |            |
|             | Бюст Константина Станиславского | 1930      |        |       |           |            |
|             | Бюст Константина Циолковского   | 1931-1932 |        |       |           |            |
|             | Бюст Ованеса Туманяна           | 1931-1932 |        |       |           |            |
|             |                                 |           |        |       |           |            |

- Корсаков, Сергей Сергеевич, Психиатрическая клиника имени С. С. Корсакова, 1949
- Сеченов, Иван Михайлович — Сеченово (Нижегородская область). 1952
- Калинин. Москва, сквер имени Калинина. 1949. Арх. Француз

#### Надгробные памятники
- 1909 Модель фигуры для надгробия композитору В. С. Калинникову[2]
- Надгробие Гиляровский, Владимир Алексеевич (Новодевичье кладбище, 2 уч. 1 ряд) Файл:Vladimir Gilyarovskiy Novod 2.jpg
- Поликарпов, Николай Николаевич (Новодевичье кладбище, 1 уч. 43 ряд.) Файл:2008-09 Moskau Friedhof Polikarpow.JPG. Композиция «Икар». Создана в 1912[4], установлена в 1948
- Блюменталь-Тамарина, Мария Михайловна  (Новодевичье кладбище, 2 уч. 22 ряд.) Файл:Могила народной артистки СССР Марии Блюменталь-Тамариной.JPG
- Надгробие на могиле С. А. Шлихтера Мемориально-парковый комплекс героев Первой мировой войны (Сокол). Это единственное сохранившееся надгробие Братского кладбища. Расположено возле центральной клумбы парка. Студент Московского университета и георгиевский кавалер Сергей Александрович Шлихтер был ранен в 1916 году в бою под Барановичами и скончался по пути в Москву от припадков удушья[5]. Массивный камень из красного гранита был установлен на его могиле в начале 1920-х годов. Автор мемориала — скульптор C. Д. Меркуров. Существует две версии, почему это надгробие не уничтожили вместе с остальными. По одной версии, этого не допустил отец С. А. Шлихтера, соратник В. И. Ленина и высокий партийный функционер А. Г. Шлихтер. Согласно легенде, он закрыл памятник собой со словами «Уничтожайте и меня вместе с ним». По другой версии, тяжёлый надгробный камень просто не смогли сдвинуть с места. На лицевой части камня выгравированы слова: «Студент Московского университета Сергей Александрович Шлихтер родился 31 декабря 1894 г. ранен в бою под Барановичами 20 июня 1916 г. скончался 25 июня 1916 г.». Надпись на правой стороне: «Жертве империалистической войны». Надпись на левой стороне: «Как хороша жизнь. Как хорошо жить. Из дневника с войны С. А. Шлихтера». Файл:Могила С. А. Шлихтера.JPG
- Бош, Евгения Богдановна (1930). Новодевичье кладбище[6]
- Вельтман, Михаил Лазаревич (Павлович). 1929. Новодевичье кладбище[6]

##### У Кремлёвской стены

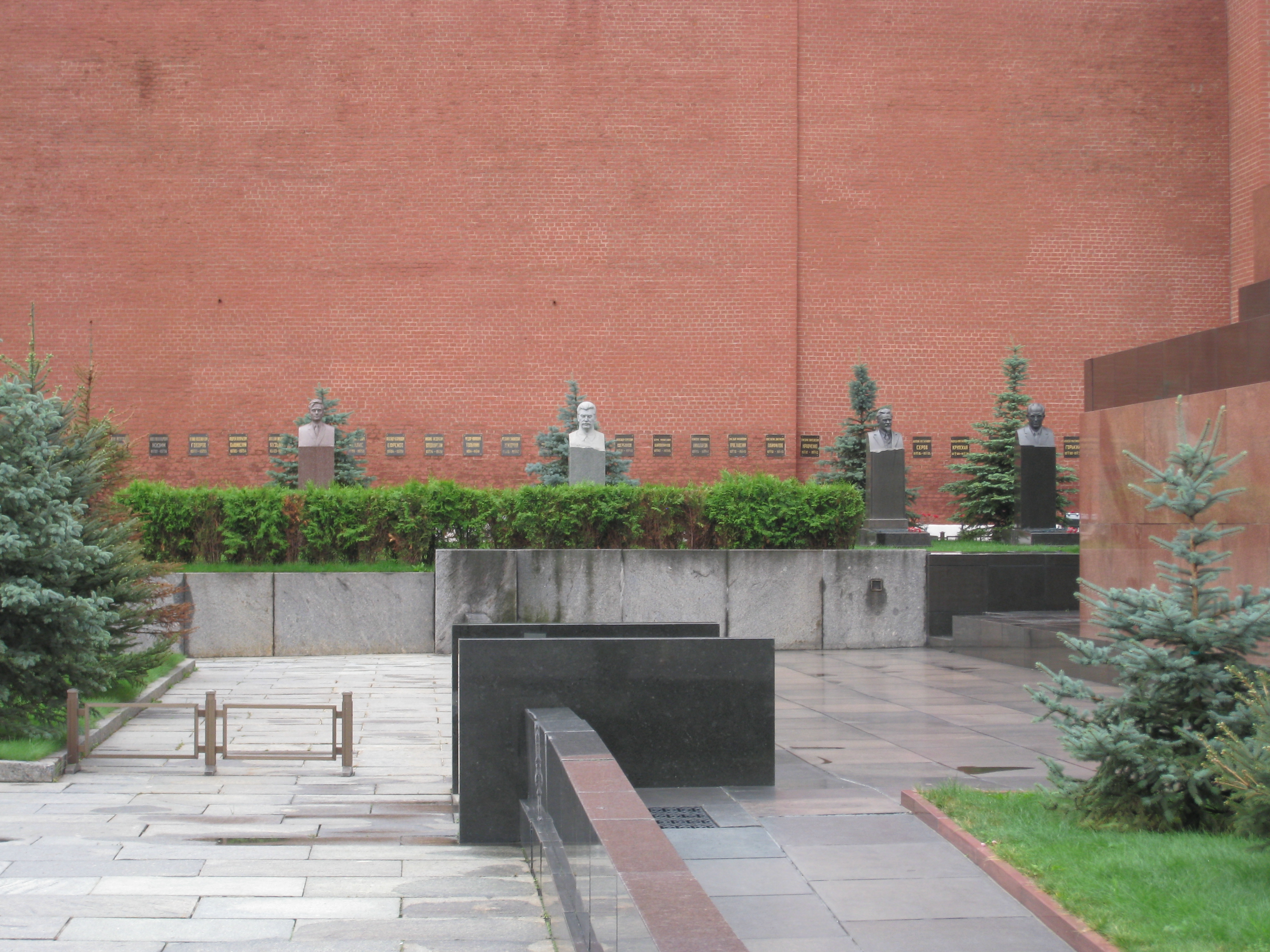

Бюсты на могилах в Некрополе у Кремлёвской стены в Москве:
- 1947 — Дзержинский, Феликс Эдмундович — Файл:RIAN archive 698181 Bust of Felix Dzerzhinsky.jpg
- 1947 — Калинин, Михаил Иванович
- 1947 — Свердлов, Яков Михайлович
- 1947 — Фрунзе, Михаил Васильевич
- 1949 — Жданов, Андрей Александрович

### Ленин
- 1924 — Первые бюсты В. И. Ленина. Начало работы над композицией «Смерть вождя»[2].
- 1925 Начало работы над памятником В. И. Ленину в Твери[2].
- 1926 22 января — открытие памятника В. И. Ленину в Твери
- 1928 На выставке «Художественные произведения к десятилетнему юбилею Октябрьской революции» показана гипсовая композиция «Смерть вождя».
- 1936 Эскиз статуи В. И. Ленина для Дворца Советов
- Две гранитные монументальные скульптуры В. И. Ленина и И. В. Сталина на канале имени Москвы, 1937 год (при сооружении было использовано до двадцати железнодорожных составов крупнозернистого серо-розового гранита, а вес отдельных глыб достигал ста тонн). 1937 Открытие монументов В. И. Ленина и И. В. Сталина на канале Москва — Волга.
- 1938 Статуи В. И. Ленина и И. В. Сталина для международной выставки в Нью-Йорке. Скульптором С. Д. Меркуровым созданы из розового гранита скульптуры В. И. Ленина и И. В. Сталина, представлявшие собой уменьшенные копии его же памятников, установленных в 1937 году в Дубне на канале имени Москвы. Годом позже обе скульптуры экспонировались в советском павильоне на Всемирной выставке 1939 года в Нью-Йорке. Впоследствии Памятник В. И. Ленину был установлен в Киеве на Бессарабской площади. Памятник И. В. Сталину по решению Московского Городского Совета народных депутатов от 24 октября 1991 года был перенесён в Парк Искусств.
- 1939 Фигура В. И. Ленина для Зала заседаний Верховного Совета в Кремле. Статуя И. В. Сталина для ВСХВ. Лауреаты Сталинской премии в области литературы и искусства (1941) — за обе
- 1940 24 ноября — открытие памятника В. И. Ленину в Ереване. Лауреаты Сталинской премии в области литературы и искусства (1951)
- Москва, Тверская площадь, Памятник В. И. Ленину (1940, скульптор С. Д. Меркуров, архитектор И. А. Француз)
- Московский электромеханический завод имени Владимира Ильича. В городском сквере перед заводоуправлением установлен памятный камень работы скульптора С. Д. Меркурова на месте покушения в 1918 г. на Ленина.

- Мраморная статуя В. И. Ленина для зала заседаний, Верховного совета СССР, 1939 год.
- Гранитный скульптурный памятник Ленину возле Института марксизма-ленинизма, архитектор И. А. Француз (1940 г., Москва, Тверская площадь).
- 1949 Окончил в граните «Смерть вождя».
- Многочисленные, часто гигантских размеров, гранитные статуи Ленина и Сталина[7].
- Памятник В. И. Ленину в Киеве (1949 г.). на бульваре Шевченко — установлен в 1946 году; скульптор — С. Д. Меркуров, архитекторы — А. В. Власов и В. Д. Елизаров. Летом 2009 года памятник был серьёзно повреждён, отреставрирован к ноябрю 2009 года. 8 декабря 2013 года участниками Евромайдана был повален и разбит кувалдой[8].
- Памятник В. И. Ленину во Львове (1952 г.). открыт 20 января 1952 года на Первомайской площади; скульптор — Сергей Меркуров, архитектор — И. Француз; демонтирован в 1990 году
- Памятник В. И. Ленину на постаменте из паровозных деталей. Москва. Ж.Д станция. В основании памятника прикреплена металлическая плита с надписью: «Воздвигнут рабочими паровозных и вагонных мастерских 5-го участка тяги Ок. ж. д. 5.XI - 1925 г.».
- Площадь Ленина (Тверь). В виде бронзовой фигуры вождя на пьедестале был открыт в 1926 году, уничтожен немецкой артиллерией во время немецкой оккупации города в конце 1941 года. После освобождения города С. Д. Меркуров пообещал восстановить бронзовый бюст Ленина и передал городу временную бетонную фигуру Ленина, которая была установлена на сохранившемся постаменте в декабре 1942 года. Бронзовая фигура Ленина была восстановлена учениками С. Д. Меркурова — скульпторами П. В. Барковым и В. П. Кенигом, и установлена на прежнем месте в 1959 году, уже после его смерти
- Рыбинск. Гипсовый памятник у входа в Полиграфмаш // Установлен 22 апреля 1948 года // Скульптор Меркуров / демонтирован в 2012
- Владивосток. Покровский парк (Владивосток) 1956. Снесен
- Памятник Ленину в сквере Ленина (Уфа)
- Химки. Памятник В. И. Ленину с гранитной площадью. Находится напротив здания райкома КПСС (ныне городской администрацией), перед парадным входом. Приурочен к 100-летию со дня рождения Ленина. Установлен в 1969 году, реконструирован в 1986 году. Скульптор — С. Д. Меркуров, архитектор — В. С. Бодров.
- Бюст Ленина (Иркутск) на пересечении улиц Карла Маркса и Пролетарской
- Площадь Двух Революций (Коломна). В 1923 году к востоку от торговых рядов на площади был устроен городской сад, а в 1926 году в нём установлен памятник В. И. Ульянову (Ленину) по проекту скульптора С. Д. Меркурова.
- Липецк. памятник В. И. Ленину (открыт в 1957) работы скульптора С. Д. Меркурова (в 1982 заменён на новый работы скульптора Л. Е. Кербеля)

Петербург
- Аптекарский пр., 1. Территория Ботанического сада. Установлен в 1930-х гг.
- Васильевский остров, 18 линия, 49.Территория завода «Эскалатор» Открыт 18 апреля 1940 года
- Московский проспект, 65. Территория ОАО «Санкт-Петербургский молочный комбинат № 1» (ПЕТМОЛ). Первоначально, (1935 год) была установлена бетонная статуя (скульптор С. Д. Меркуров), в 1980 году заменённая нынешним гранитным памятником. Скульпторы Е. А. Николаев, Р. В. Мелик-Акопян, архитектор Ю. Н. Лобанов.
- ул. Академика Павлова, 12. В сквере напротив НИИ Экспериментальной медицины. Установлен в 1935 году. Скульптор — С. Д. Меркуров. Демонтирован в 1993 году.
- Кирочная ул., 50. Парк культуры и отдыха имени 1-й пятилетки. Установлен до 1939 года. По модели скульптора С. Д. Меркурова.
- проспект Обуховской обороны, 86. Территория сквера фабрики «Рабочий». Открыт 22 января 1954 года. Скульптор — С. Д. Меркуров. Демонтирован в феврале 2009 года.
- Политехническая ул., 29. В парке Политехнического института. Установлен в 1932 году. Скульптор — С. Д. Меркуров. Демонтирован.
- Улица Правды, 10. У ДК Пищевиков Открыт 6 ноября 1937 года. Скульптор С. Д. Меркуров. Демонтирован.
- набережная реки Фонтанки, 114. Территория Измайловского сада. Установлен в 1939 году. Скульптор С. Д. Меркуров. Демонтирован в 1970-е годы.
- Городской сквер на проспекте Ленина. Установлен в 1950 году, по модели скульптора С. Д. Меркурова. 22 октября 2009 года у памятника по ветхости отвалилась бетонная голова. Реставрация признана нецелесообразной, памятник демонтирован. На его месте в 2012 году установлен другой памятник.
- Дубна: второй в мире по величине памятник В. И. Ленину находится в Дубне в районе железнодорожной станции Большая Волга. Скульптор — С. Д. Меркуров, 37 метров (высота фигуры — 22 м), вес — 450 тонн. Памятник установлен в 1937 году на берегу Волги около начала канала имени Москвы[9]. Одновременно на противоположном берегу был установлен памятник Сталину. После смерти Сталина и разоблачения «культа личности» памятник был взорван, однако постамент остался.
- Барнаул Памятник на пересечении улицы Анатолия и проспекта Ленина — установлен в 1937 году перед зданием крайкома КПСС к двадцатилетию советской власти. Фигура отлита из бетона и является вариацией ныне демонтированной скульптуры работы С. Д. Меркурова в Зале заседаний Большого Кремлёвского дворца; постамент памятника возведен по проекту архитектора А. В. Баранского.[10] Из-за позы памятника и драпировки, присутствующей в его композиции, путеводитель по России британского издательства Lonely Planet назвал данный памятник «Ленин-Тореадор» (англ. Lenin the Toreador).[11]

- Сергиев Посад: бюст на постаменте на Красногорской площади (открыт 7 ноября 1925 г.)
- Пенза. Памятник у завода «ВЭМ», улица Гагарина.
- Пенза. Памятник возле библиотеки им. Белинского.
- Елгава: 27 января 1951. Демонтирован в 1974 г.
- Паневежис: 20 июля 1952
- Шяуляй, ж.-д. станция, 1952—1965?
- Шяуляй, сквер у комбината Эльнё, 1952—1963?
- Шяуляй, ПКиО, 1952—1970
- Кишинёв: Памятник Ленину был установлен 11 октября 1949 года на Центральной площади перед зданием Дома правительства (сейчас Площадь Национального Собрания, Проспект Штефана чел Маре). Выполнен из уральского красного гранита. Авторы — скульптор С. Меркуров, архитектор А. Щусев и В. Турчанинов. В 1991 году памятник был демонтирован и в настоящее время находится на территории свободной экономической зоны «Молдэкспо».
- Донецк — площадь Победы в Петровском районе. — Файл:Ленин на площади Победы.jpg, Файл:Ленин на площади Победы 2.jpg
- Макеевка — у Червоногвардейского райисполкома
- Снежное — напротив горсовета у шахтоуправления «Ударник» на улице Ленина, 32 — Файл:Snezhnoe 001.jpg, Файл:Snezhnoe 003.jpg
- Нарва, «Кренгольмская мануфактура»: 1 мая 1952—1982?,
- Нарва, Тёмный сад, 1949?—?
- Раквере, территория в/ч: 1950-е?, С. Д. Меркуров, бетон. Разрушен в 1993/4.
- Силламяэ: с 1950-х? С. Меркуров, бетон.
- Тарту: ноя 1949—1952.

### Сталин
- Мраморная скульптура И. В. Сталина на Всесоюзной сельскохозяйственной выставке, 1940 год.
- Статуя И. В. Сталина из кованой меди в Ереване, 1950 год.
  - Памятник Сталину в Парке искусств.
  - Памятник Сталину перед Третьяковской галереей.
- Памятник Сталину на ВСХВ. Подобные памятники меньшего размера были установлены в Армавире, Вязниках, Немане, Гродно, Даугавпилсе (отлитые по этой модели памятники были установлены здесь в трёх разных местах), Жлобине, Калуге, Кирово-Чепецке, Кишинёве, Кондопоге, Копейске, Кривом Роге, Куйбышеве, Курейке в Туруханском крае[12], Москве (у Третьяковской галереи и МАИ), Орле, Водном, Рубцовске, Севастополе, Сморгони, Таганроге, Усть-Катаве, Уфе, Харькове, Львове и многих других городах.
- Автозаводская (станция метро, Москва). В северном торце центрального зала на гранитном постаменте размещалась гипсовая скульптура Иосифа Сталина работы С. Д. Меркурова (в 1950-х годах демонтирована) Файл:Avtozavodskaya Stalin sculpture.jpg
- Ташкент. Сквер Амира Темура. В конце 40-х годов, когда в СССР отмечали юбилей Иосиф Сталина, в центре Сквера Революции на гранитном постаменте был опять поставлен памятник — теперь уже руководителю СССР — Сталину, работы известного скульптора Меркурова. После ХХII съезда КПСС, прошедшего в октябре 1961 года, когда было решено демонтировать все памятники Сталину, памятник с постамента убрали, а сам постамент было решено использовать для памятной стелы со словами из новой Программы КПСС на двух языках, в связи с этим монумент в центре Сквера получил в народе название «Русско-узбекский словарь».

| Республика     | Место нахождения | Дата установки      | Авторы                           | Основная статья |
| -------------- | --- | ------------------- | -------------------------------- | --- |
| РСФСР          | Дубна | 1937 год            | С. Д. Меркуров                   | Памятник стоял в начале канала Москва-Волга, взорван в 1961 году, сохранилась площадка. Уменьшенный вар-повторение до сих пор находится в Парке Искусств, а также и во дворе Третьяковской галереи. |
| РСФСР          | Ленинград | 1930-е годы         | Скульптор С. Д. Меркуров         | Памятник находился на территории Ботанического сада (Аптекарский пр, 1). Демонтирован в 1956 г. |
| РСФСР          | Ленинград | 1930-е годы         | Скульптор С. Д. Меркуров         | Памятник находился на территории Ленинградского металлического завода им. Сталина (Свердловская наб., 18). Демонтирован в 1956 г.                                                                   |
| РСФСР          | Москва | 1939 год            | С. Д. Меркуров                   | Памятник Сталину на ВСХВ |
| РСФСР          | Тамбов | С. Д. Меркуров      |                                  | Находился на Привокзальной площади. Демонтирован |
| Украинская ССР | Сталино | С. Д. Меркуров      |                                  | Памятник Сталину (парк Постышева) |
| Украинская ССР | Сталино | С. Д. Меркуров      |                                  | Был расположен на ул. Артема между Дворцом пионеров и первым корпусом ДПИ (ныне ДонНТУ) |
| Грузинская ССР | Тбилиси |                     | С. Д. Меркуров                   | Памятник находился в саду Тбилисской Обсерватории. Демонтирован в 1956 г. |
| Грузинская ССР | Сухуми |                     | С. Д. Меркуров                   | Был установлен на набережной |
| Литовская ССР  | Каунас |                     | С. Д. Меркуров                   | |
| Литовская ССР  | Паневежис | 1952                | С. Д. Меркуров                   | |
| Литовская ССР  | Шяуляй |                     | С. Меркуров                      | Памятник Сталину у завода Эльне |
| Латвийская ССР | Даугавпилс | лето 1950           | С. Д. Меркуров                   | Был расположен перед центральным входом в Дом единства. |
| Латвийская ССР | ж.д. станции Булдури, Резекне-2, Валмиера, Мадона, Лиепая; города Вентспилс, Цесис, Яунелгава, Валка, Огре, Кулдига | 1950—1953 годы      | С. Д. Меркуров                   | |
| Армянская ССР  | Ереван | 29 ноября 1950 года | Сергей Меркуров, Рафаел Исраелян | Памятник Сталину в парке Победы — самый большой памятник в СССР. Демонтирован в 1962 году. Сталинская премия 1951 года                                                                              |
| Россия         | Нарым, Томская область                                                                                              |                     | С. Д. Меркуров                   | Бюст Сталина в Нарымском краеведческом музее, являющийся фрагментом памятника, стоявшего в ранее в Нарыме                                                                                           |
| Россия         | Москва |                     | С. Д. Меркуров                   | Памятник Сталину перед Третьяковской галереей |
| Россия         | Москва |                     | С. Д. Меркуров                   | Памятник Сталину в парке искусств — в парке «МУЗЕЙОН» у ЦДХ. Статуя на постаменте |

## Рельефы
- Динамо (стадион, Москва), барельефы Меркурова, более 80 лет украшавшие фасад Северной и Южной трибун. В ноябре 2012 года инвестор строительства, компания «ВТБ-Арена», заявил, что снесённые стены стадиона будут восстановлены по лазерным обмерам, проведённым до сноса а также обещал провести реставрацию и вернуть на своё место оригинальные барельефы работы скульптора Сергея Меркурова.[17]

## Посмертные маски
Всего Меркуров создал более 300 работ в этом жанре. Большинство из них хранится в Доме-музее С. Д. Меркурова (Гюмри, Армения).
| Год      | Фото | Модель                                                 | Музей      | Примечание                                           |
| -------- | ---- | ------------------------------------------------------ | ---------- | ---------------------------------------------------- |
| 1907     |      | Мкртич I Хримян, католикос Армении                     | Гюмри      | первая посмертная маска, сделанная Меркуровым        |
| 1910     |      | Толстой, Лев Николаевич                                | Гюмри      |                                                      |
| 1911     |      | Мясоедов, Григорий Григорьевич                         | Гюмри      |                                                      |
| 1915     |      | Скрябин, Александр Николаевич                          | Гюмри      | - голова — ? - слепок уха - левая рука - правая рука |
| 1916     |      | Суриков, Василий Иванович                              | Гюмри      |                                                      |
| 1916     |      | Леопольд Сулержицкий                                   | Гюмри      |                                                      |
| 1918     |      | Георгий Плеханов                                       |            |                                                      |
| 1918     |      | Переплётчиков, Василий Васильевич                      | Гюмри      |                                                      |
| 1919     |      | Свердлов, Яков Михайлович                              | Гюмри      |                                                      |
| 1923     |      | Туманян, Ованес Тадевосович                            | Гюмри      |                                                      |
| 1924     |      | Ленин, Владимир Ильич                                  | ГИМ; Гюмри | Также сделаны слепки рук                             |
| 1924     |      | Валерий Брюсов                                         |            |                                                      |
| 1925     |      | Фрунзе, Михаил Васильевич                              | Гюмри      |                                                      |
| 1926     |      | Дзержинский, Феликс Эдмундович                         | Гюмри      |                                                      |
| 1930     |      | Маяковский, Владимир Владимирович                      | Гюмри      |                                                      |
| 1930     |      | Касаткин, Николай Алексеевич                           | Гюмри      |                                                      |
| 1930     |      | Аванесов, Варлаам Александрович                        | Гюмри      |                                                      |
| 1933     |      | Котэ Марджанишвили (Константин Марджанов)              | Гюмри      |                                                      |
| 1933     |      | Клара Цеткин                                           |            |                                                      |
| 1933     |      | Катаяма, Сэн                                           | Гюмри      |                                                      |
| 1934     |      | Андрей Белый                                           |            |                                                      |
| 1934     |      | Багрицкий, Эдуард Георгиевич                           | Гюмри      |                                                      |
| 1934     |      | Давиденко, Александр Александрович                     | Гюмри      |                                                      |
| 1934     |      | Менжинский, Вячеслав Рудольфович                       |            |                                                      |
| 1934     |      | Шацкий, Станислав Теофилович                           | Гюмри      |                                                      |
| 1935     |      | Валериан Куйбышев                                      | Гюмри      |                                                      |
| 1936     |      | Максим Горький                                         | Гюмри      |                                                      |
| 1937     |      | Орджоникидзе, Серго                                    | Гюмри      |                                                      |
| 1937     |      | Мария Ульянова                                         | Гюмри      |                                                      |
| 1937     |      | Ильф, Илья Арнольдович                                 | Гюмри      |                                                      |
| 1938     |      | Валерий Чкалов                                         | Гюмри      |                                                      |
| 1939     |      | Антон Макаренко                                        | Гюмри      |                                                      |
| 1939     |      | Надежда Крупская                                       | Гюмри      |                                                      |
| 1940     |      | Михаил Булгаков                                        |            |                                                      |
| 1941     |      | Шмераль, Богумир                                       | Гюмри      |                                                      |
| 1943     |      | Ярославский, Емельян Михайлович                        | Гюмри      |                                                      |
| 1945     |      | Демьян Бедный                                          | Гюмри      |                                                      |
| 1945     |      | Вернадский, Владимир Иванович                          | Гюмри      |                                                      |
| 1945     |      | Толстой, Алексей Николаевич                            | Гюмри      |                                                      |
| 1945     |      | Тренёв, Константин Андреевич                           | Гюмри      |                                                      |
| 1945     |      | Шапошников, Борис Михайлович                           | Гюмри      |                                                      |
| 1946     |      | Калинин, Михаил Иванович                               |            |                                                      |
| 1946     |      | Лансере, Евгений Евгеньевич                            | Гюмри      |                                                      |
| 1946     |      | Витачек, Евгений Францевич                             | Гюмри      |                                                      |
| 1947     |      | Землячка, Розалия Самойловна                           | Гюмри      |                                                      |
| 1947     |      | Садовский, Пров Михайлович (младший)                   | Гюмри      |                                                      |
| 1948     |      | Циолковский, Константин Эдуардович                     | Гюмри      |                                                      |
| 1948     |      | Подвойский, Николай Ильич                              | Гюмри      |                                                      |
| 1948     |      | Андрей Жданов                                          | Гюмри      |                                                      |
| 1948     |      | Сергей Эйзенштейн                                      | Гюмри      |                                                      |
| 1948     |      | Качалов, Василий Иванович                              | Гюмри      |                                                      |
| 1949     |      | Димитров, Георгий Михайлович                           | Гюмри      |                                                      |
| 1949     |      | Толбухин, Фёдор Иванович                               | Гюмри      |                                                      |
| 1949     |      | Асафьев, Борис Владимирович                            | Гюмри      |                                                      |
| 1951     |      | Владимирский, Михаил Фёдорович                         | Гюмри      |                                                      |
| 1951     |      | Вишневский, Всеволод Витальевич                        | Гюмри      |                                                      |
| 1951     |      | Павленко, Пётр Андреевич                               | Гюмри      |                                                      |
| 1935 (?) |      | Елизарова А. М. (Елизарова-Ульянова, Анна Ильинична ?) | Гюмри      |                                                      |
| ?        |      | Байков А. А.                                           | Гюмри      |                                                      |
| ?        |      | Давыдов В. Н.                                          | Гюмри      |                                                      |
| ?        |      | Добня Е. Н.                                            | Гюмри      |                                                      |
| ?        |      | Игумнов Е. Н.                                          | Гюмри      |                                                      |
| ?        |      | Кузнецов С. А.                                         | Гюмри      |                                                      |
| ?        |      | Щербакова А. С.                                        | Гюмри      |                                                      |
| ?        |      | Н?ойба?сана ММР                                        | Гюмри      |                                                      |
|          |      |                                                        |            |                                                      |

## Галерея

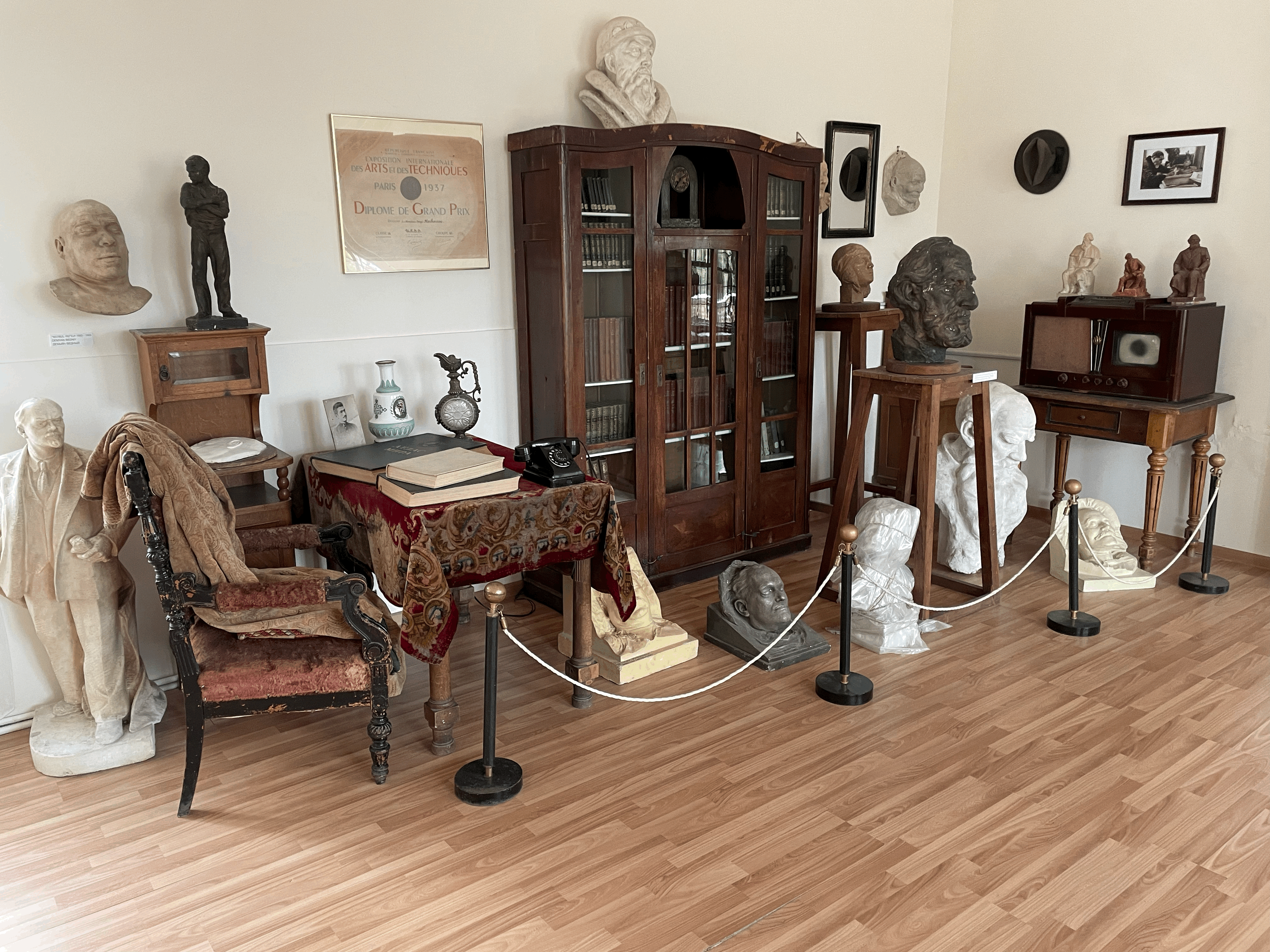
Фрагмент экспозиции Дом-музея Меркулова в Гюмри, Армения
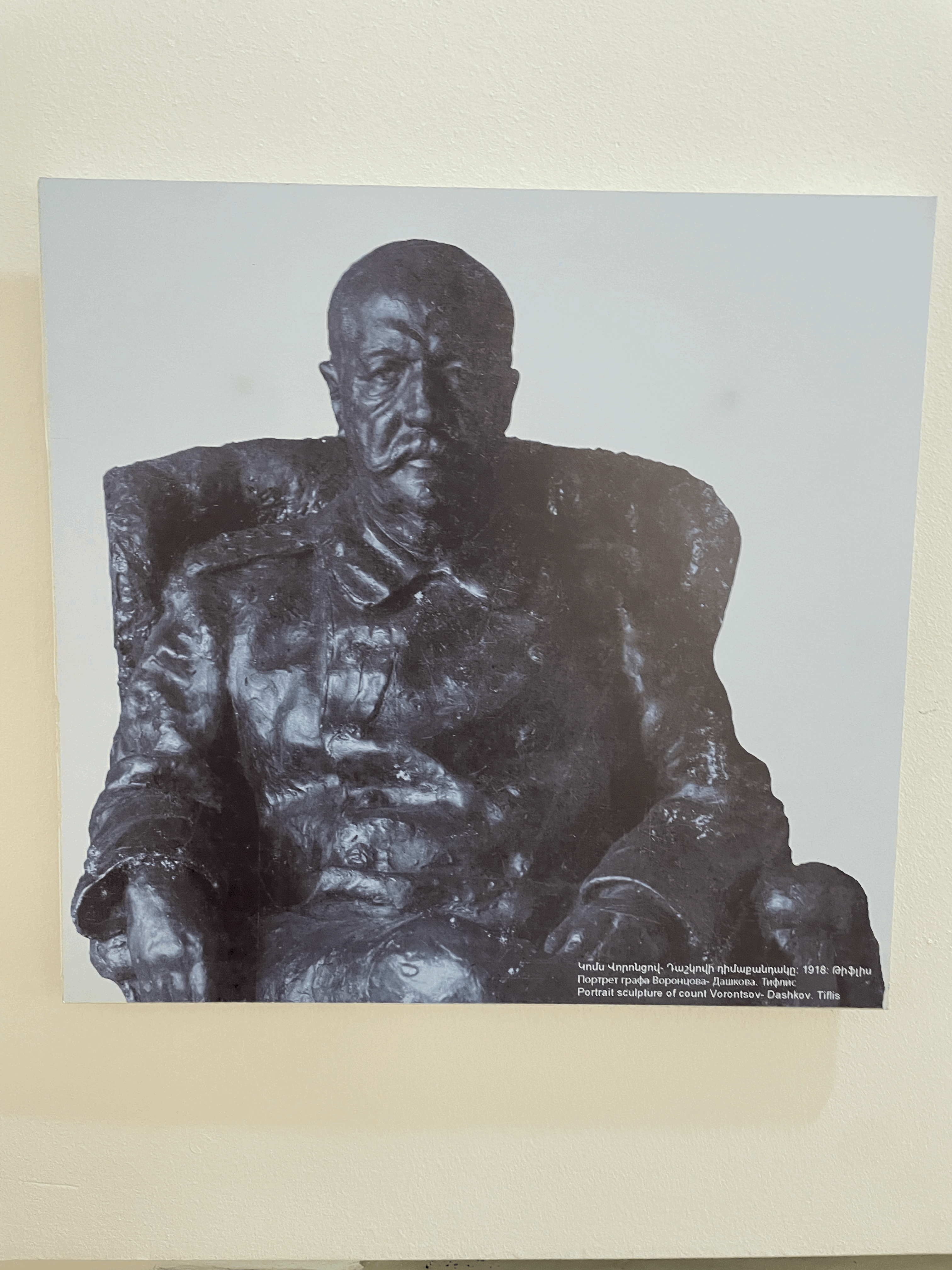
Портрет Наместника на Кавказе, графа И.И. Воронцова-Дашкова
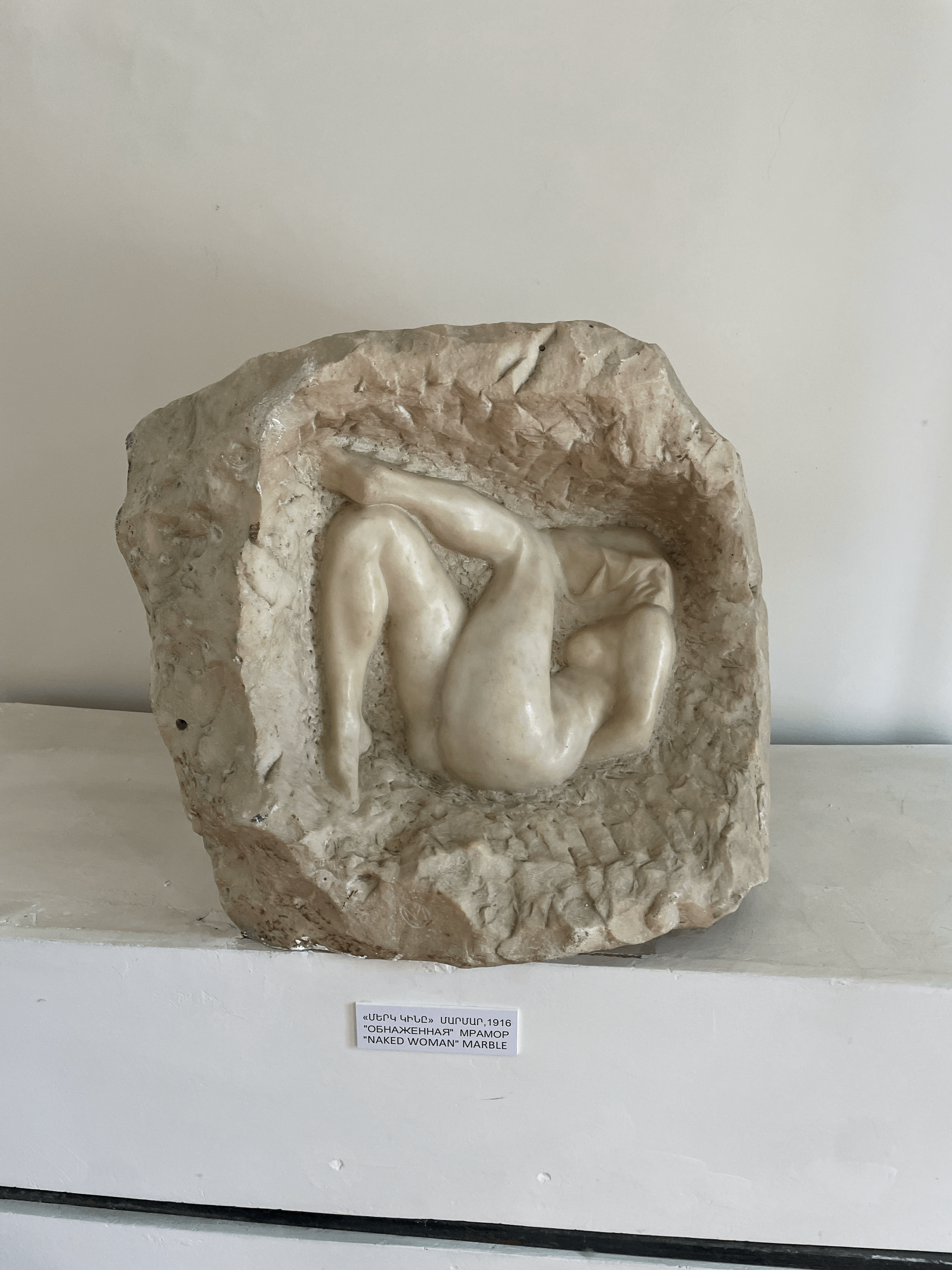
«Обнажённая», скульптура из мрамора